# دنس نیشن
دنس نیشن (انگلیسی: Dance Nation) شرکت انتشارات موسیقی بریتانیایی است، که در سال ۲۰۰۷ تأسیس شد.